# Agnes Christenson
Agnes Fredrika Vilhelmina Peterson, känd som Agnes Christenson, född Grundström den 5 december 1851 i Hedvig Eleonora församling, Stockholm, död 28 november 1935 i Nacka församling, var en svensk balettdansare, aktiv vid Kungliga Baletten i Stockholm 1867–1888.
Hon var elev vid Kungliga Baletten 1867, figurant 1868, sekunddansös 1872 och därefter premiärdansös 1877–1888. Hon uppträdde också i Hamburg 1888, i Stettin 1893 och i Åbo 1894.
Bland hennes roller fanns Abbedissan i »Robert», Melusina, Feuella i »Den stumma», La coquette och Valse d’Amour samt i »En midsommarnattsdröm», i »Philemon och Baucis», i »Karpathernas ros», i »Konung för en dag» och i »Mefistofeles».
Hon räknades som en av de främsta nio ballerinorna vid Kungliga Baletten tiden 1864–1901, jämsides Amanda Forsberg, Hilda Lund, Amalia Paulson, Gunhild Rosén, Cecilia Flamand, Jenny Brandt,  Anna Westberg och Victoria Strandin.
I det första äktenskapet den 24 mars 1875  med skådespelaren och teaterregissören Henrik Christiernsson  fick hon sonen Thor Christiernsson. Hon gifte om sig 1903 med Erik Petersson.